# Пэджет, Эдвард
Сэр Эдвард Пэджет (англ. Edward Paget; 3 ноября 1775 — 13 мая 1849) — генерал Британской армии.

## Карьера
Эдвард Пэджет был четвёртым сыном Генри Пэджета, 1-го графа Аксбриджа. В 1792 году он стал корнетом в 1-й лейб-гвардейский полк. Служил во Фландрии, Вест-Индии, на мысе Сан-Винсенти, Сицилии, в Египте. Был членом парламента от Карнарвона с 1796 по 1806 год.
Он служил в Британской армии во время Испано-французской войны, командуя резервом в битве при Корунье 16 января 1809 года; в том же году возглавил наступление на Порту, лишившись в бою руки.
В 1811 году Пэджет получил звание генерал-лейтенанта и был заместителем своего командира, Артура Уэлсли, 1-го герцога Веллингтона, и был взят в плен французской кавалерией в 1812 году.
После недолгого пребывания на посту губернатора Цейлона в 1822 году, он был назначен главнокомандующим Индии 13 января 1823 года и возглавил Бирманские кампании 1824—1825 годов. Жестоко подавил в 1824 году в Барракпуре восстание трёх сипайских полков, что послужило причиной отзыва с должности главнокомадующего 7 октября 1825 года. В 1825 году, получив звание генерала, ушёл в отставку. В 1826 году был назначен губернатором Королевской военной академии в Сандхёрсте. Также возглавлял Военный госпиталь в Челси с 1837 по 1849 год.
Его старший брат, Генри Уильям, 2-й граф Аксбридж, был в 1815 году произведён в маркизы Энглси и больше всего запомнился тем, что возглавил атаку тяжёлой кавалерии в битве при Ватерлоо. Третий старший брат, сэр Артур Пэджет (1771—1840), был известным дипломатом в течение Наполеоновских войн. Пятый брат, сэр Чарльз Пэджет (1778—1839), служил с отличием в военно-морском флоте и получил звание вице-адмирала.